# Bartholomäus Kowalski

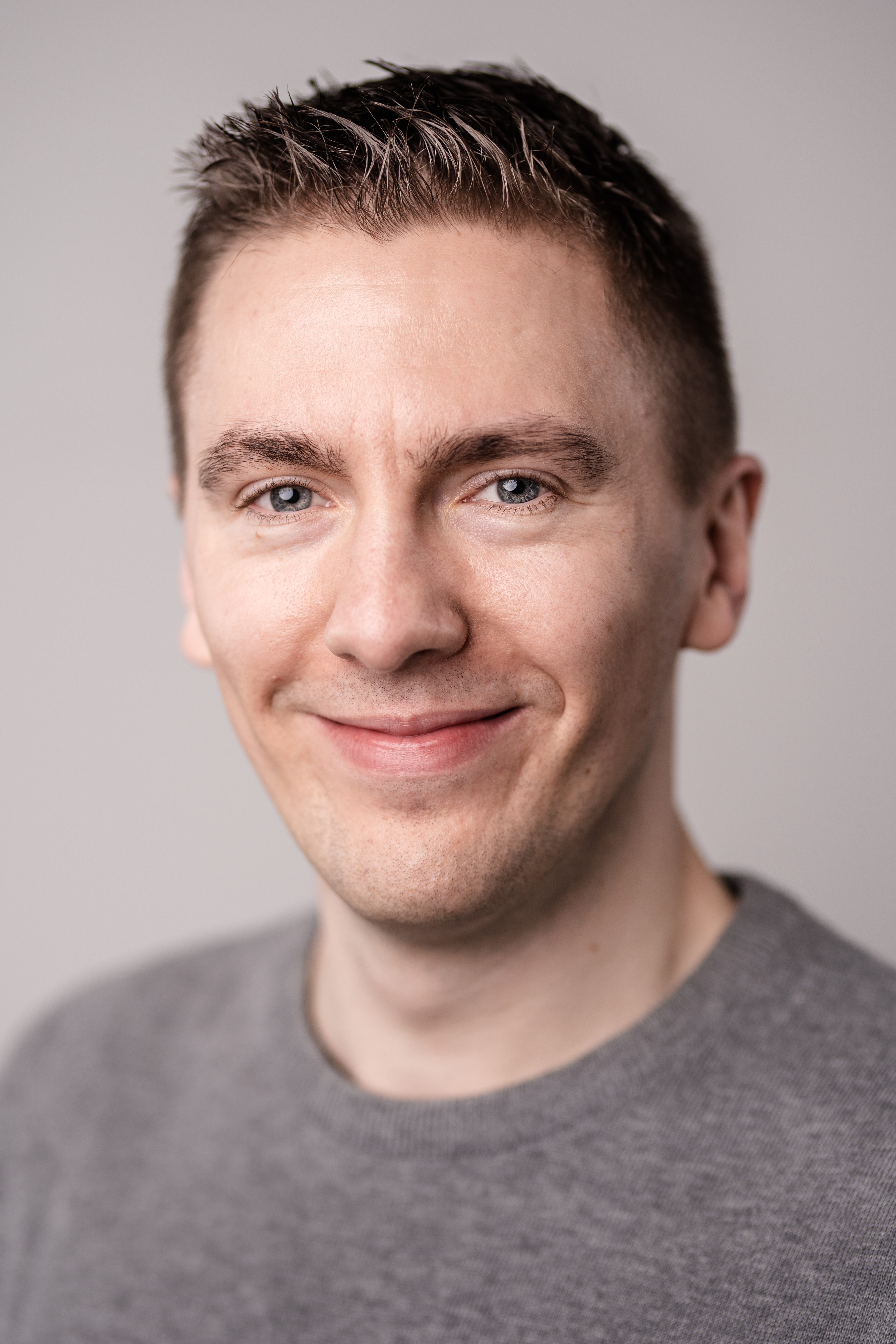
Bartholomäus Kowalski, 2022

Bartholomäus Kowalski (polnisch Bartłomiej Kowalski; * 13. August 1988 in Działdowo, Warmińsko-Mazurskie, Polen) ist ein deutsch-polnischer Filmschauspieler.

## Leben
Kowalski, der zweisprachig aufgewachsen ist, zog 1990 mit der Familie nach Deutschland. Nach Abschluss der Mittleren Reife besuchte er die Freiburger Schauspielschule, später noch die Film Acting School Cologne und schloss beide erfolgreich ab. Neben zahlreichen Kurz- und Spielfilmprojekten erhielt er seine erste Hauptrolle in dem von Patrick Roy Beckert inszenierten Actionthriller Tal der Skorpione.
Auch in Polen war er in verschiedenen Produktionen zu sehen. So spielte er u. a. in der polnischen Kriegsserie „Wojenne Dziewczyny“ mit, welche von 2017 bis 2019 im polnischen Fernsehen zu sehen war. Kowalski lebt abwechselnd in Köln, Warschau oder im Schwarzwald.

## Filmographie
- 2015: One Million Klicks
- 2017: Ultimate Justice
- 2017–2019: Wojenne Dziewczyny (Fernsehserie, 7 Folgen)
- 2019: Tal der Skorpione
- 2020: Ludzie i Bogowie (Fernsehserie, eine Folge)
- 2023: Avaritia